# Don't Wanna Fall In Love
„Don't Wanna Fall In Love“ е песен на канадската певица Джейн Чайлд. Издадена е като втори сингъл от дебютния албум на певицата и заема второ място в класацията Billboard Hot 100 за три седмици в края на април и началото на май 1990 г. Това е най-известната песен на Джейн Чайлд.
Видеоклипът към песента е черно-бял, заснет в Ню Йорк.
Ремикси на песента са правени от Теди Райли и Шеп Петибоун. През 2008 Кимбърли Уаят записва кавър-версия на песента, издадена в бонус диска към албума на Пусикет Долс „Doll Domination“.